# Polyplectropus puerilis
Polyplectropus puerilis är en nattsländeart som först beskrevs av Mclachlan 1868.  Polyplectropus puerilis ingår i släktet Polyplectropus och familjen fångstnätnattsländor. Inga underarter finns listade i Catalogue of Life.